# Wojsko Polskie we Francji (1939–1940)

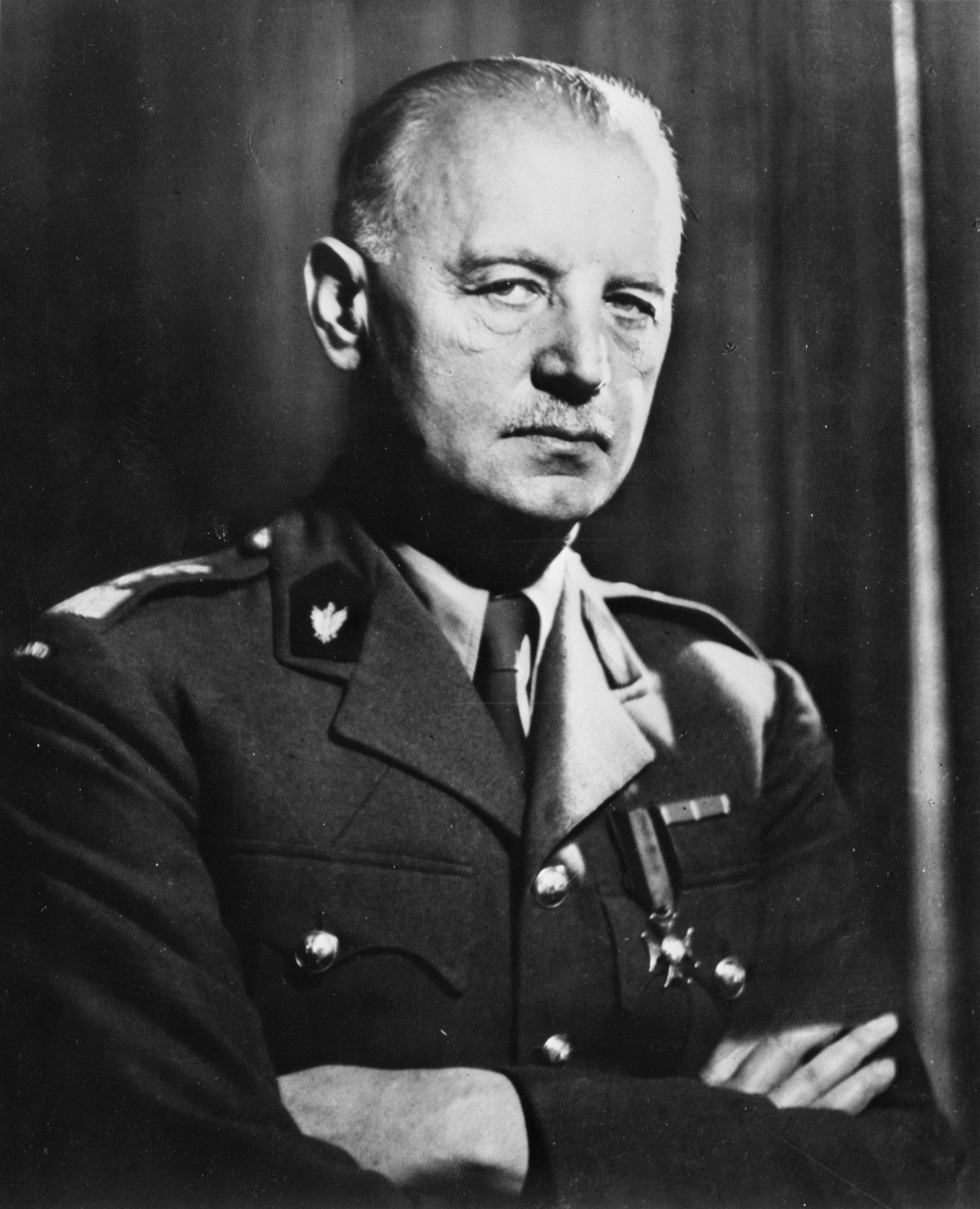
Władysław Sikorski – Naczelny Wódz Polskich Sił Zbrojnych

Wojsko Polskie we Francji – formacja wojskowa utworzona jesienią 1939 we Francji na podstawie międzysojuszniczych umów.
Pierwsze oddziały polskie, początkowo pod nazwą Armia Polska we Francji zaczęto tworzyć już we wrześniu 1939 spośród Polaków przebywających we Francji, Belgii, Holandii i Wielkiej Brytanii.
Łącznie Wojsko Polskie we Francji liczyło w 1940 ok. 85 000 żołnierzy.

## Podstawy prawne
Podstawę formowania polskich wojsk stanowiła polsko-francuska umowa z 9 września 1939 i protokół wykonawczy z 21 września tego roku. Obydwa akty prawne stanowiły, że nowo powstała dywizja będzie jednostką składową Wojska Polskiego, dowodzoną przez polskich dowódców przysłanych z kraju, a żołnierze będą się rekrutowali z obywateli polskich zamieszkałych we Francji, powołanych drogą poboru lub zaciągu ochotniczego. Dywizja miała być formowana na podstawie etatu francuskiej dywizji piechoty. Miały w niej obowiązywać polskie regulaminy i polskie sądownictwo. Pod względem operacyjnym miała podlegać dowództwu francuskiemu i wchodzić w struktury organizacyjne jemu podległe. Strona francuska miała też możliwość wcielania polskich pododdziałów do własnych jednostek.
Dużo szersze możliwości rozwoju wojska dawała umowa polsko-francuska z 4 stycznia 1940. Umożliwiała ona powstanie na obczyźnie Wojska Polskiego łącznie z jego rozbudowanymi strukturami organizacyjnymi. Zapewniała ona prezydentowi RP zwierzchnictwo nad siłami zbrojnymi, a Naczelnemu Wodzowi dawała prawo dowodzenia polskimi jednostkami. Pod względem operacyjnym polskie oddziały podporządkowane zostały głównodowodzącemu wojskami francuskimi i wchodziły w ich struktury organizacyjne.
Na mocy tejże umowy, od stycznia 1940 ze zmobilizowanych ochotników zaczęto formować jednostki wojsk lądowych, lotnictwa i marynarki wojennej, działającej w składzie armii francuskiej.

## Formowanie jednostek lądowych

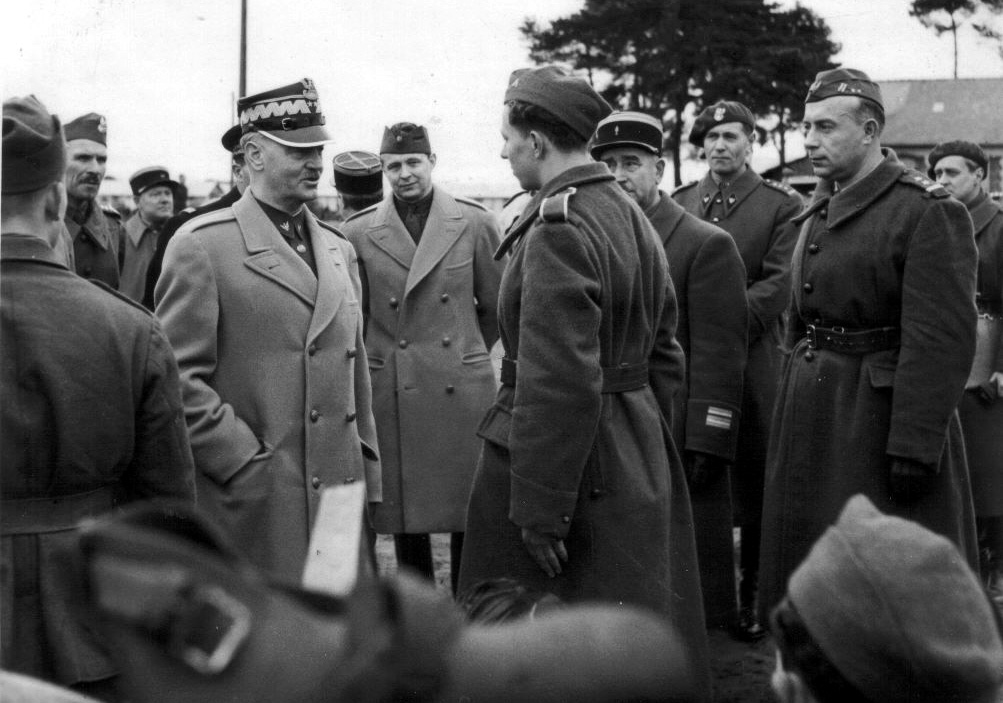
Gen. Sikorski wśród żołnierzy w 1940

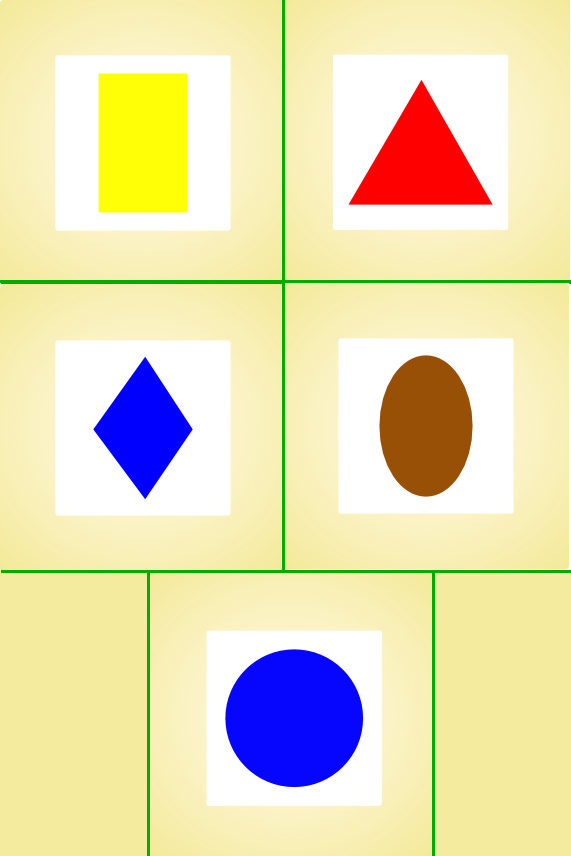
Oznakowanie samochodów w WP we Francji

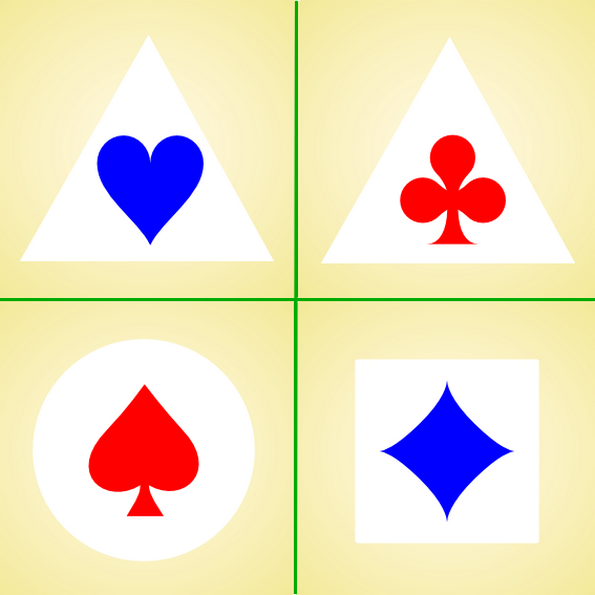
Przykładowe oznakowanie czołgów w WP we Francji

W okresie od listopada 1939 roku rozpoczęto formowanie czterech dywizji piechoty (1 Dywizja Grenadierów, 2 Dywizja Strzelców Pieszych, 3 Dywizja Piechoty, 4 Dywizja Piechoty) oraz  brygady pancerno-motorowej (10 Brygada Kawalerii Pancernej). Ze sformowanych oddziałów wydzielono część sił i utworzono Samodzielną Brygadę Strzelców Podhalańskich.
W Syrii formowano Samodzielną Brygadę Strzelców Karpackich (dowódca płk/gen. Stanisław Kopański). Podczas formowania jednostek odtwarzanego Wojska Polskiego brano pod uwagę doświadczenia z przegranej kampanii w Polsce. Dotyczyło to m.in. silniejszego wyposażenia oddziałów w broń przeciwpancerną.
1 Dywizja Grenadierów
Pierwszą wielką jednostką Wojska Polskiego sformowaną we Francji była 1 Dywizja Piechoty. Formowano ją od 13 listopada 1939 w obozie Coëtquidan w Bretanii. Zawiązki stanowili oficerowie z rezerwowych ośrodków szkolenia i szeregowi z oddziałów polskich zgrupowanych w Coëtquidan uzupełniani napływającymi żołnierzami z poboru i ewakuacji z Rumunii i Węgier.
Od 3 maja 1940 nosiła ona nazwę 1 Dywizji Grenadierów. Początkowo dowodził nią gen. Stanisław Maczek, później płk Zygmunt Bohusz-Szyszko, a do walki poprowadził ją gen. Bronisław Duch.
W drugiej połowie kwietnia 1940 przetransportowano dywizję do strefy przyfrontowej w okolice Colombey-les-Belles w Lotaryngii. Tu w przyspieszonym tempie pobierano sprzęt i szkolono się. Prace organizacyjne wyraźnie utrudniała nieprzychylna postawa ludności cywilnej. W czerwcu 1940 1 Dywizja Grenadierów osiągnęła stan 16 165 ludzi i stała się pełnowartościową jednostką bojową.
2 Dywizja Strzelców Pieszych
2 Dywizję Piechoty od 11 listopada 1939 formował gen. bryg. Bronisław Prugar-Ketling.
Zalążek piechoty stanowił 4 pułk piechoty, organizowany od 17 listopada 1939 w obozie Coëtquidan. 18 grudnia został on przetransportowany na południe od Loary do Parthenay. Formowanie pozostałych oddziałów dywizji rozpoczęto dopiero w lutym 1940.
W końcu maja dywizja została przetransportowana w rejon Colombey-les-Belles, gdzie przeszła do odwodu francuskiej 3 Armii. Tu kończyła procesy organizacyjne i uzupełniała brakujący sprzęt. Formowano także dodatkowe pododdziały przeciwpancerne, ponieważ macierzyste, przeszkolone w ośrodku Granville, zostały przejęte przez dywizje francuskie.
3 Dywizja Piechoty
3 Dywizję Piechoty rozpoczęła formowanie dopiero po opuszczeniu obozu Coëtquidan przez 1 Dywizję Grenadierów. Na dowódcę wyznaczony został płk Tadeusz Zieleniewski. W trakcie formowania dwukrotnie ją reorganizowano. 27 maja z jej struktury wydzielono batalion strzelców „coëtquidańskich” i utworzono z niego odwód przeciwdesantowy. Skierowano go do Arpajon, do 1 BKPanc. 10 czerwca zdecydowano ostatecznie utworzyć dywizję lekką. Rozformowano więc już istniejący 9 pułk piechoty i 3 pułk artylerii ciężkiej. W połowie czerwca stan osobowy dywizji wynosił 9600 żołnierzy.
 4 Dywizja Piechoty
Od 19 kwietnia w Les Sables-d'Olonne, Niort i Fontenay-le-Comte, a od 24 maja na obiektach zwolnionych przez 2 DSP w rejonie Parthenay, formowano 4 Dywizję Piechoty pod dowództwem gen. Rudolfa Dreszera. Organizowano ją także jako dywizję lekką. Oficerowie pochodzili z rozwiązanych oddziałów 3 DP, a szeregowi rekrutowali się z pozostałości po 2 DSP i nie prezentowali sobą zbyt wysokich wartości bojowych. W połowie czerwca dywizja liczyła 267 oficerów, 308 podoficerów i 2577 szeregowych.
10 Brygada Kawalerii Pancernej

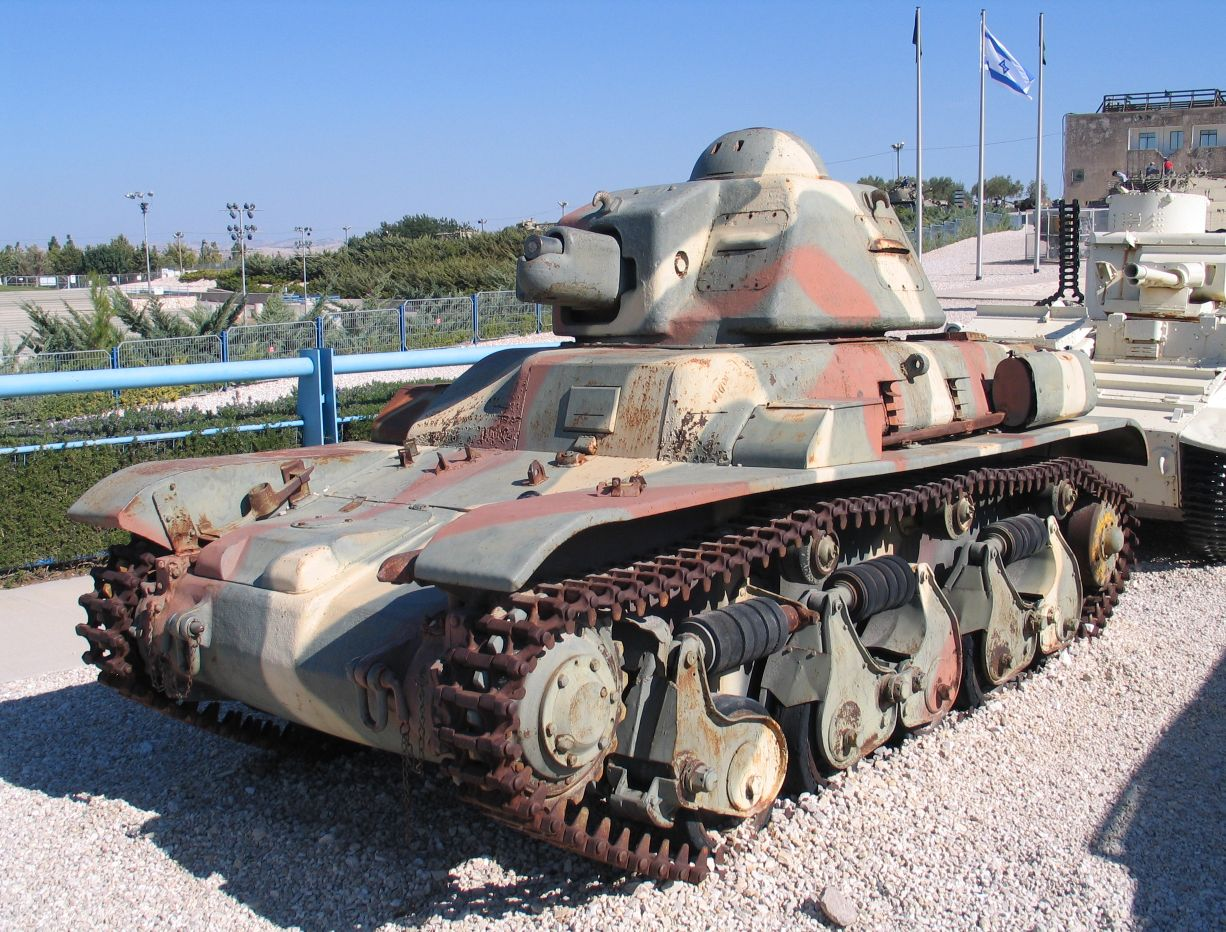
Renault R-35 - podstawowy czołg 10 BKPanc we Francji

W końcu kwietnia Francuzi wyrazili zgodę na sformowanie jednostki pancernej. Była to 10 Brygada Pancerno-Motorowa. Organizował ją gen. Maczek.
Pobieranie sprzętu i uzbrojenia rozpoczęto 20 maja. Bataliony czołgów i część innych oddziałów zostały przetransportowane do Lamp-de Satory i w rejon Arpajon pod Paryżem. 6 czerwca dowództwo francuskie zażądało – pod groźbą odebrania czołgów – wysłania niedoszkolonej brygady do Szampanii. Na front pod nazwą 10 Brygady Pancerno-Motorowej wyruszył tylko oddział wydzielony pod dowództwem gen. Maczka. Jego siłę bojową stanowił 1 batalion czołgów, kompania czołgów z 2 bcz, dywizjon artylerii przeciwpancernej, dywizjon dragonów i bateria przeciwlotnicza. Pozostała część brygady pod dowództwem płk. Dworaka, kończyła proces formowania pod Paryżem.

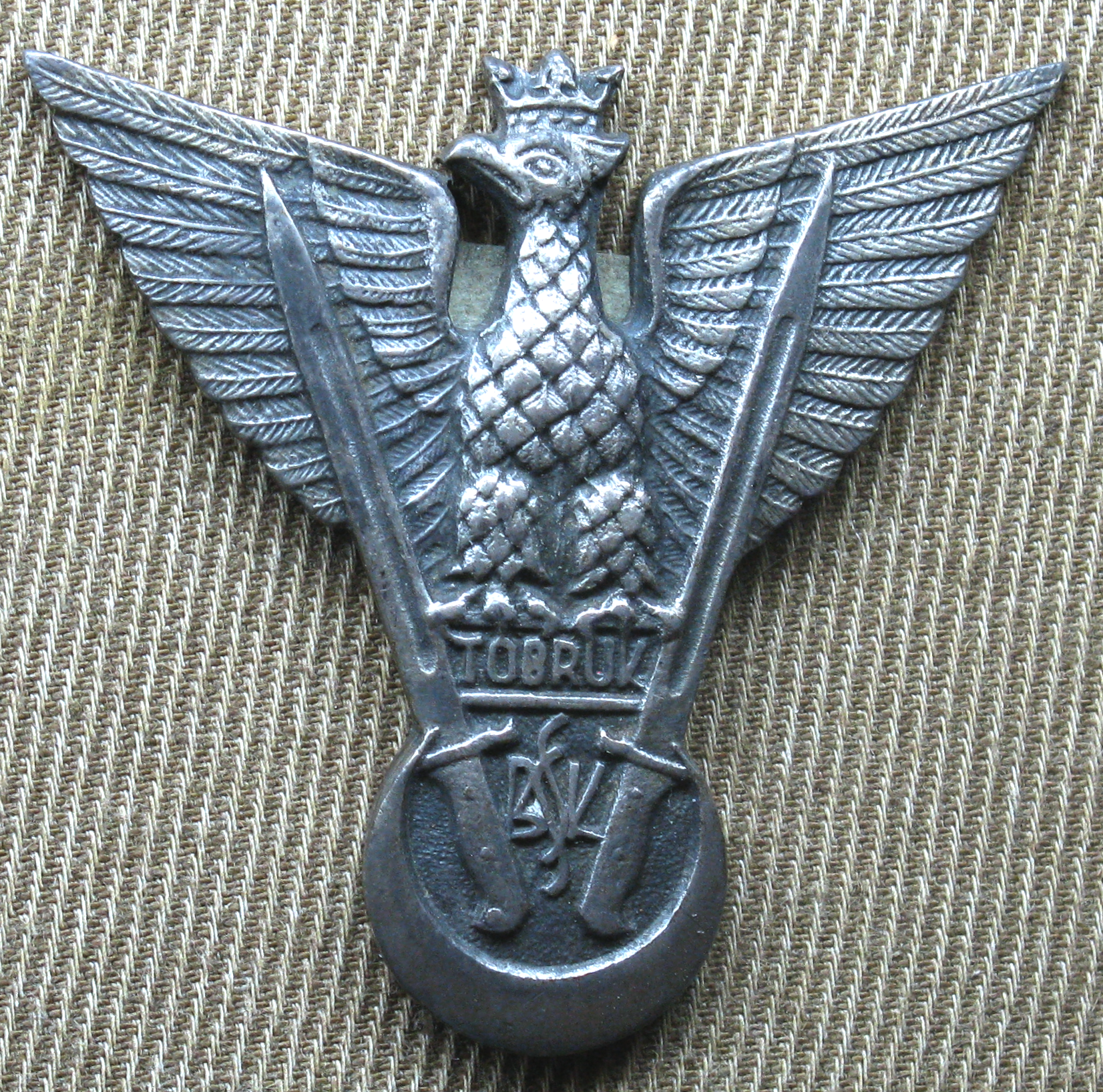
Brygada Strzelców Karpackich
30 grudnia 1939 Francuzi wyrazili zgodę na utworzenie w Syrii u boku Armii Lewantu Brygady Strzelców Karpackich. Dowództwo nad nią objął płk Stanisław Kopański.
Miejscem organizacji brygady był obóz w Homs w pobliżu Bejrutu. Jej podstawę stanowili oficerowie i żołnierze z obozów internowania w Rumunii i na Węgrzech.
Po klęsce Francji, w dniach 27–30 czerwca 1940, brygada przeszła do Palestyny. Liczyła wówczas 319 oficerów i 3437 szeregowych.
U boku Brytyjczyków, 12 stycznia 1941, brygada została zreorganizowana i przeszła na etat Samodzielnej Brygady Strzelców Karpackich.
Samodzielna Brygada Strzelców Podhalańskich
Na podstawie rozkazu Naczelnego Wodza z 9 lutego 1940 przystąpiono do tworzenia Samodzielnej Brygady Strzelców Podhalańskich. Organizatorem i dowódcą był płk Zygmunt Bohusz-Szyszko. Brygada, będąc częścią Ochotniczego Korpusu Interwencyjnego, miała wziąć udział w walkach na froncie fińskim. Miejscem formowania brygady był początkowo obóz Coëtquidan, a później rejon Malestroit, Rochefort i Ploermel.
Swoje najlepiej wyszkolone bataliony formującej się brygadzie przekazały 1 Dywizja Piechoty (trzy) i 2 DP (jeden). Brygada liczyła 4 778 żołnierzy.

## Polskie Siły Powietrzne

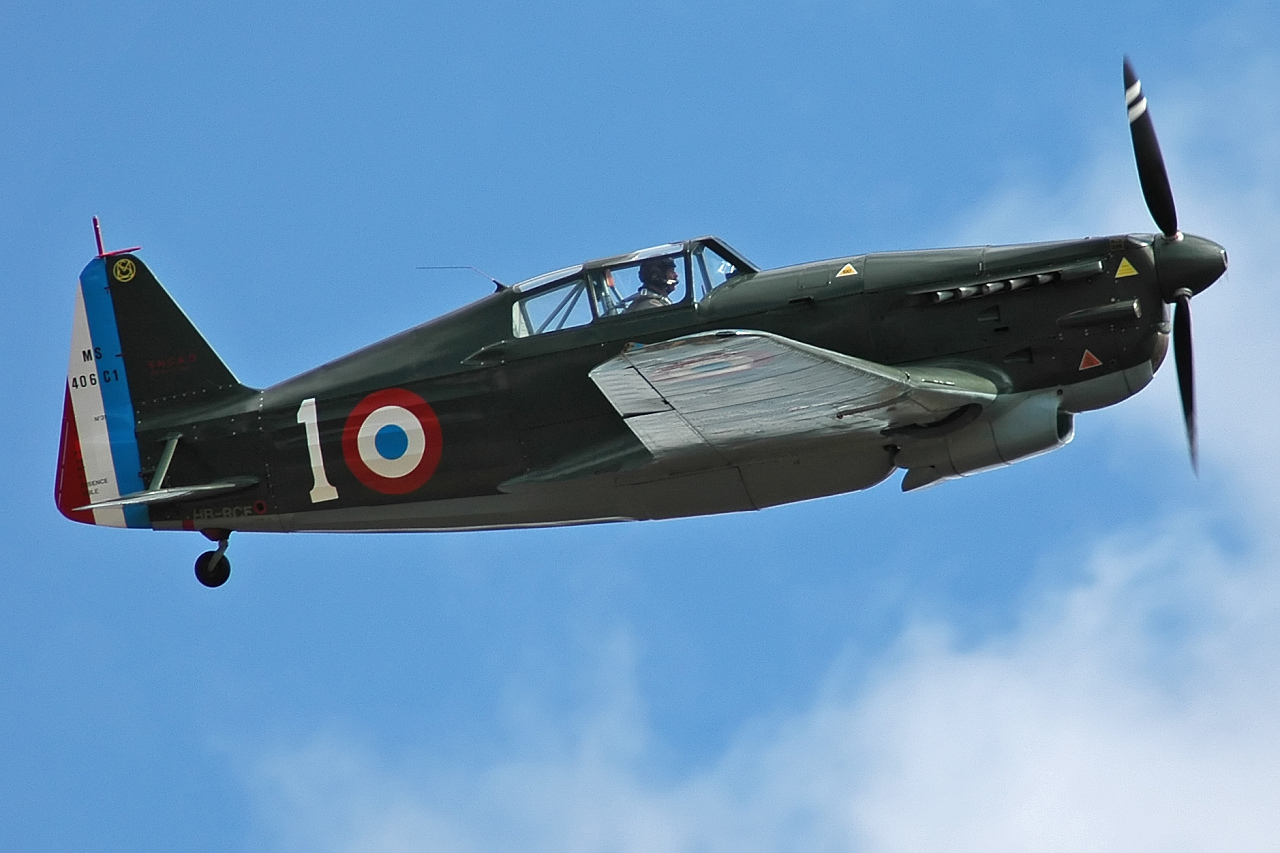
Morane-406 - na takich samolotach szkolili się polscy piloci

Odtwarzanie polskiego lotnictwa rozpoczęło się we Francji już w październiku 1939. Główne zgrupowanie znajdowało się w Lyonie. Przybywali tu lotnicy z obozów internowania na Węgrzech i w Rumunii. Nadwyżki pilotów, mechaników i personelu technicznego skierowano do Wielkiej Brytanii.
We Francji sformowano cztery dywizjony myśliwskie, w tym dywizjon I/145, dwa rozpoznawcze i jeden bombowy. Wystawiono też kilkanaście kluczy myśliwskich. Przeszkolenie lotników prowadzono na samolotach „Morane 406" i „Curtiss 75a” w ośrodku Lyon-Bron i ośrodkach francuskich w Montpellier, Rabacie, Marakeszu, Fezie i Blidzie.
Łącznie w lotnictwie polskim we Francji było 6 957 żołnierzy, w tym 557 pilotów.

## Marynarka wojenna

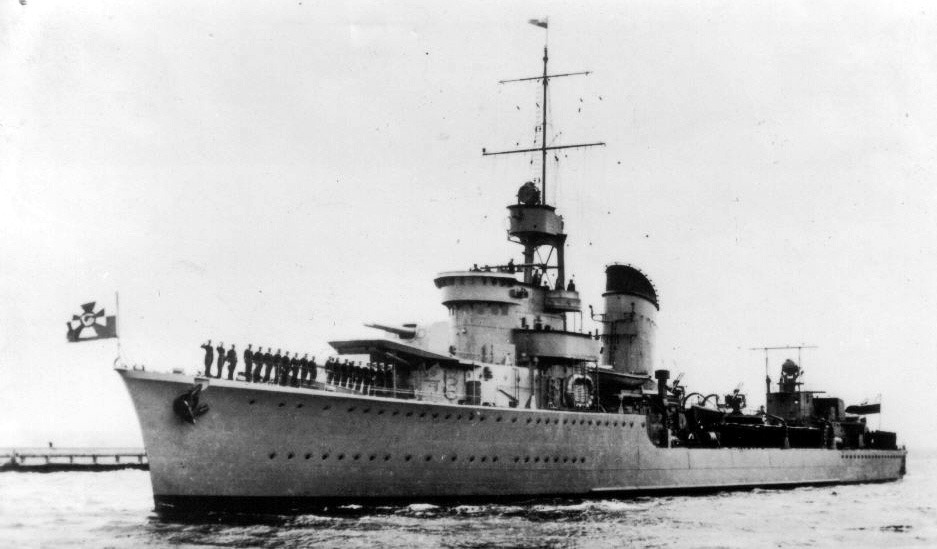
ORP Grom

Okręty polskiej marynarki wojennej, które znalazły się po wybuchu wojny na Zachodzie prowadziły walkę w oparciu o bazy brytyjskie. 1 września 1939 do szkockiego portu Rosyth przybył dywizjon niszczycieli pod dowództwem kmdr. Stankiewicza. W jego składzie znajdowały się: ORP „Grom”, ORP „Błyskawica” i ORP „Burza”.
Na Atlantyku znajdował się ORP „Wilia”, a w Casablance okręt szkolny ORP „Iskra”. 20 września dołączył ORP „Wilk”, a 14 października ORP „Orzeł”.
18 listopada 1939 roku podpisano w Londynie polsko-brytyjską umowa, na mocy której Oddział Polskiej Marynarki Wojennej w Wielkiej Brytanii podporządkowano pod względem operacyjnym Admiralicji Brytyjskiej.
Baza polskich okrętów znajdowała się w Plymouth, a Kierownictwo Marynarki Wojennej, utworzone w październiku w Paryżu, zostało przeniesione do Londynu.

## Stacje Zborne Oficerów w PSZ
Stacje Zborne Oficerów w PSZ – jednostki powstałe na polecenie generała Władysława Sikorskiego, grupujące rezerwy oficerów Polskich Sił Zbrojnych. Jednocześnie przede wszystkim służyły one za miejsce izolacji, odosobnienia dla oficerów i osób cywilnych niewygodnych dla Sikorskiego, których osadzano w nich bez wyroków sądowych. Pierwszy taki obóz utworzono we Francji w Cerizay zwanym Serezą – Berezą (ze względu na fonetyczne podobieństwo do Berezy Kartuskiej). Po upadku Francji rozkazem gen. Mariana Kukiela p.o. Dowódcy Obozów i Oddziałów Wojska Polskiego w Szkocji z dnia 11 sierpnia 1940 roku stworzono analogiczny obóz na szkockiej wyspie Bute, zwanej przez Polaków Wyspą Węży, w miejscowości Rothesay. Osoby tam przebywające nie mogły opuszczać wyspy bez zezwolenia komendanta obozu – stacji zbornej.

## Działania zbrojne

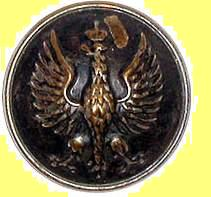
Guzik żołnierza WP we Francji, 1940

W walkach o Norwegię (bitwa o Narwik, maj 1940) uczestniczyła Samodzielna Brygada Strzelców Podhalańskich oraz okręty Polskiej Marynarki Wojennej.
W obronie Francji w 1940 wzięło udział ok. 50 000 polskich żołnierzy.
Zostali oni zaangażowani do walki w drugiej fazie kampanii, po przełamaniu przez Niemców frontu nad Sommą i Aisne.
10 Brygada Kawalerii Pancernej gen. S. Maczka otrzymała zadanie zamknięcia powiększającej się luki między dwoma wycofującymi się w nieładzie na południe 4 a 6 Armią. Pancerniacy walczyli pod Champaubert i Montmiraii. W nocy z 16 na 17 czerwca zaskakującym kontratakiem odzyskali na krótko Montbard. Mimo to zwycięska bitwa nie umożliwiła zdobycia przepraw dla odwrotu francuskiego korpusu przez Kanał Burgundzki, a przerzucony most został wysadzony w powietrze. Gen. Maczek zdecydował się zatem opuścić miasto.
1 Dywizja Grenadierów gen. B. Ducha stanowiła trzon wojsk francuskiego 20 Korpusu – i broniła ufortyfikowanego odcinka Saary. Walczyła z siłami głównymi niemieckiej 1 Armii gen. Witzlebena. Pierwsze walki stoczyła 26 maja. Broniła wtedy odcinka Altwiller–Lening. Następnie prowadziła działania opóźniające na kierunku Dieuze – Lagarde, gdzie toczyła ciężkie boje nad kanałem Marna-Ren pod Lagarde i pod Baccarat.
2 Dywizja Strzelców Pieszych gen. Prugar-Ketlinga walczyła w składzie francuskiego 45 Korpusu, początkowo w rejonie Belfortu, a potem nad Doubs pod Maiche. Nad rzeką Saône osłaniała ugrupowanie korpusu przed oskrzydlającymi je pancernymi dywizjami Guderiana.
Ściągnięta z Norwegii, Samodzielna Brygada Strzelców Podhalańskich gen. Szyszko-Bohusza, wzmocniona grupą bojową z obozu w Coetquidan broniła Reduty Bretońskiej w rejonie Rennes. Brygada została częściowo rozbita przez niemieckie jednostki pancerne, a grupa bojowa obozu w Coetquidan wycofała się za Loarę.
Straty polskie w kampanii francuskiej wyniosły 1400 (inne źródła 4000) poległych, a ponad 4500 (ok. 5000) rannych. W czasie walk na froncie francuskim polscy piloci myśliwców zestrzelili ok. 50 samolotów niemieckich, a 5 prawdopodobnie.

## Ewakuacja

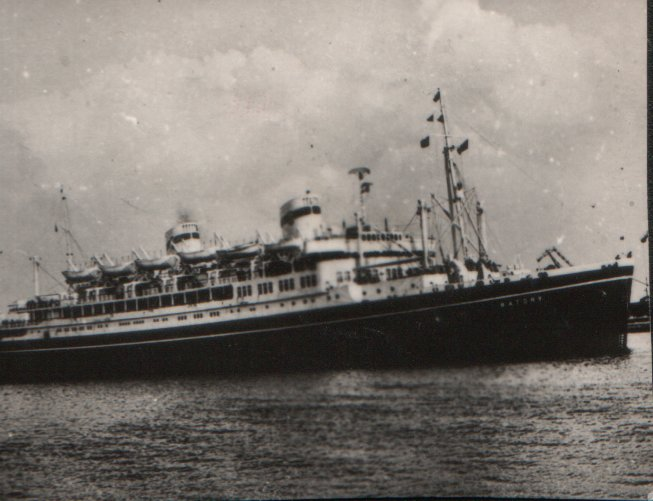
MS „Batory” wziął udział w ewakuacji

W czerwcu 1940, w obliczu upadku Francji, gen. Sikorski, na pokładzie brytyjskiego bombowca, udał się do Londynu – gdzie na konferencji z premierem Winstonem Churchillem uzgodnił sposób ewakuacji wojsk polskich do Wielkiej Brytanii.
Pierwszy większy transport żołnierzy polskich odszedł z Brestu 19 kwietnia 1940. Byli to przede wszystkim żołnierze nie zaangażowani w walce, skupieni w Bretanii w obozie Coetquidan, w rejonie Parthenay-Saintes i w dolinie Rodanu. Do portów ewakuacyjnych dotarły również niektóre oddziały z jednostek walczących na froncie. Przy granicy hiszpańskiej, w Saint-Jean-de-Luz, zakotwiczyły się na redzie dwa statki, m/s „Batory” i m/s „Sobieski” w celu ewakuowania z Francji do Wielkiej Bretanii głównie jednostki wojskowe. Personel dyplomatyczny i cywile także znaleźli się na pokładzie jak również Francuzi, m.in. Maurice Schumann (na pokładzie m/s „Batorego”). Ewakuacja odbywała się także z portów nad Morzem Śródziemnym. Byli to przeważnie lotnicy.
W sumie po klęsce Francji udało się ewakuować około 27 000 żołnierzy i oficerów PSZ do Palestyny i Wielkiej Brytanii.
Inny los spotkał żołnierzy 2 Dywizji Strzelców Pieszych. Zostali oni, wraz z całą dywizją, internowani w Szwajcarii.
Spośród tych żołnierzy, których nie udało się ewakuować z Francji w 1940 roku, wielu później zasiliło szeregi lokalnego ruchu oporu.

## Struktura organizacyjna
Podano za: Józef Smoliński PSZ na Zachodzie...s. 27.

Naczelny Wódz (Minister Spraw Wojskowych)
- Ministerstwo Spraw Wojskowych
  - I zastępca MSWojsk.
  - II zastępca MSWojsk.
- instytucje centralne
- Szefowie służb
- Dowódca Polskich Sił Powietrznych
  - Lotnictwo myśliwskie
  - Lotnictwo obserwacyjne
  - Artyleria przeciwlotnicza
- Szef Kierownictwa Marynarki Wojennej
  - Dywizjon niszczycieli
  - Dywizjon okrętów podwodnych
  - Zespół szkolny
- Szef sztabu – płk Aleksander Kędzior
  - 1 Dywizja Grenadierów – Bronisław Duch
  - 2 Dywizja Strzelców Pieszych – Bronisław Prugar-Ketling
  - 3 Dywizja Piechoty
  - 4 Dywizja Piechoty
  - 10 Brygada Kawalerii Pancernej
  - Samodzielna Brygada Strzelców Podhalańskich – Zygmunt Bohusz-Szyszko
  - Brygada Strzelców Karpackich – Stanisław Kopański

## Galeria dowódców

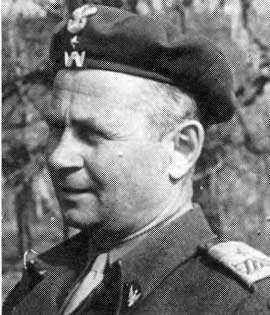
Bronisław Duch
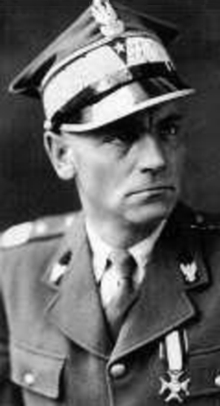
Bronisław Prugar-Ketling
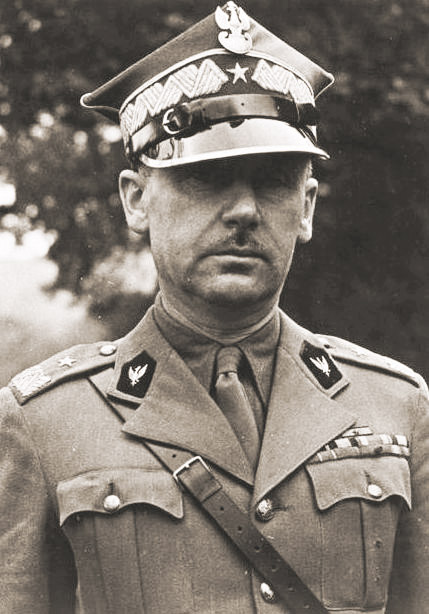
Stanisław Kopański